# Heliophisma demaculata
Heliophisma demaculata là một loài bướm đêm trong họ Erebidae.